# Billington (Lancashire)
Billington – wieś w Anglii, w hrabstwie Lancashire, w dystrykcie Ribble Valley. Leży 41 km na północ od miasta Manchester i 300 km na północny zachód od Londynu.